# Agylla fusciceps
Agylla fusciceps är en fjärilsart som beskrevs av George Francis Hampson 1914. Agylla fusciceps ingår i släktet Agylla och familjen björnspinnare. Inga underarter finns listade i Catalogue of Life.